# Deutsche Einband-Meisterschaft 1958/59

Veranstaltungsort: München

Die Deutsche Einband-Meisterschaft 1958/59 ist eine Billard-Turnierserie und fand vom 14. bis zum 16. November 1958 in München zum neunten Mal statt.

## Geschichte
Wieder einmal zeigte der Frankfurter Walter Lütgehetmann das er ein absoluter Weltklassespieler ist. In gewohnter technisch sauberen Leistung war er von keinem anderen Teilnehmer zu gefährden. Überraschend gewann das große Nachwuchstalent Norbert Witte aus Essen die Silbermedaille vor Routinier Siegfried Spielmann. Beachtenswert war auch der vierte Platz des erst 17-jährigen Hans Ritschel aus München.

## Modus
Gespielt wurde im Round Robin-Modus bis 200 Punkte.
Die Endplatzierung ergab sich aus folgenden Kriterien:
1. Matchpunkte
2. Generaldurchschnitt (GD)
3. Bester Einzeldurchschnitt (BED)
4. Höchstserie (HS)

## Teilnehmer (alphabetisch)
1. Walter Lütgehetmann (Billard-Club Frankfurt/Main), Titelverteidiger
2. Josef Bolz (Billard-Sport-Klub 1934 Köln-Nippes)
3. Joachim Eiter (Billard-Gesellschaft Münster 1914)
4. Karlheinz Krienen (Düsseldorfer Billardfreunde 1954)
5. Hans Ritschel (Billard-Sportverein München)
6. Siegfried Spielmann (Düsseldorfer Billardfreunde 1954)
7. Norbert Witte (Billardsportverein Essen)

## Abschlusstabelle
| MP    | Match Points (Sieger = 2; Unentschieden = 1; Verlierer = 0) |
| Pkte. | Erzielte Karambolagen                                       |
| Aufn. | Benötigte Versuche                                          |
| GD    | Generaldurchschnitt                                         |
| BED   | Bester Einzeldurchschnitt eines Spielers                    |
| HS    | Höchstserie                                                 |
|       | Bester GD des Turniers                                      |
|       | Bester ED des Turniers                                      |
|       | Beste HS des Turniers                                       |
|       | 1. Platz (Gold)                                             |
|       | 2. Platz (Silber)                                           |
|       | 3. Platz (Bronze)                                           |

| Endklassement             | Endklassement       | Endklassement | Endklassement | Endklassement | Endklassement | Endklassement | Endklassement | Endklassement | Endklassement |
| Platz                     | Name                | MP            | Pkte.         | Aufn.         | GD            | BED           | HS            |               |               |
| ------------------------- | ------------------- | ------------- | ------------- | ------------- | ------------- | ------------- | ------------- | ------------- | ------------- |
| 1                         | Walter Lütgehetmann | 12:0          | 1200          | 202           | 5,94          | 8,33          | 50            |               |               |
| 2                         | Norbert Witte       | 10:2          | 1078          | 267           | 4,03          | 5,12          | 35            |               |               |
| 3                         | Siegfried Spielmann | 8:4           | 1065          | 255           | 4,17          | 5,40          | 31            |               |               |
| 4                         | Hans Ritschel       | 6:6           | 922           | 375           | 2,45          | 2,70          | 32            |               |               |
| 5                         | Josef Bolz          | 4:8           | 1015          | 355           | 2,85          | 3,17          | 29            |               |               |
| 6                         | Joachim Eiter       | 2:10          | 919           | 346           | 2,65          | 2,63          | 29            |               |               |
| 7                         | Karlheinz Krienen   | 0:12          | 754           | 340           | 2,21          | –             | 17            |               |               |
| Turnierdurchschnitt: 3,24 |                     |               |               |               |               |               |               |               |               |